# 泊地海戰

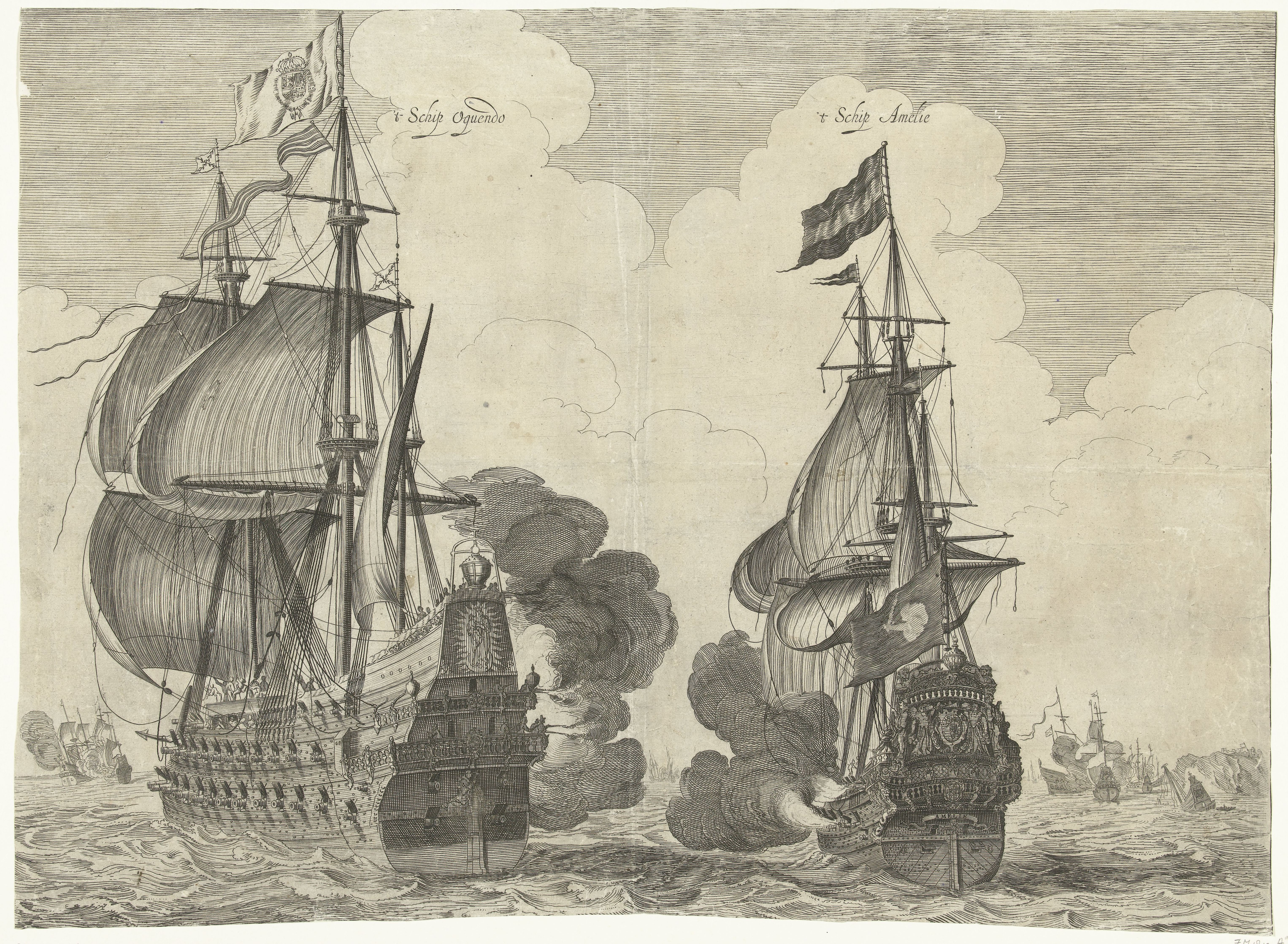
泊地海戰

泊地海戰发生在八十年战争期间的1639年10月21日。一支由海军上将安东尼奥·德·奥昆多指挥的西班牙舰队被海军中将马腾·特伦普率领的荷兰舰队彻底击败。胜利结束了西班牙帝国重新确立的对英吉利海峡的海军控制权，并确认了荷兰对海上航线的主导地位，同时据称这是第一个以战线战术为特色的重大行动。
西班牙首席部长奥利瓦雷斯派出一支由大约50艘军舰护送的大型补给船队为佛兰德斯军队运送部队和物资，这场战斗就此打响。自1621年以来，西班牙海军在海峡的活动重点是避免与优势荷兰舰队发生直接冲突，同时从敦刻尔克和奥斯坦德的基地攻击他们的商船。与此政策不同的是，奥昆多奉命运送增援部队，但也让荷兰人参战。奥利瓦雷斯希望胜利能够恢复西班牙的威望并迫使三国会议就和平条款进行谈判。
西班牙人于9月11日进入海峡，并在9月16日至18日的一系列行动中被荷兰人拦截。双方的损失都微乎其微，但奥昆多在多佛港和迪尔港之间的锚地泊地避难，在那里他受到英国中立的保护。尽管这里被荷兰舰队封锁，但大部分增援部队还是通过小型快速护卫舰运往敦刻尔克。
10月21日，荷兰人进入泊地并用火船攻击西班牙舰队。由于无法在狭窄的水域中机动并且逆风，西班牙人失去了大约10艘被俘或被毁的船只，而另外12艘则故意跑上岸以避免被俘。再加上1640年1月对荷兰巴西的一次类似规模的远征被击退，这标志着挑战荷兰海上霸权的企图结束，西班牙宫廷也接受了这场战争无法取胜的事实。